# 針の上で天使は何人踊れるか
針の上で天使は何人踊れるか（）というのは、中世の天使論、特にスコラ学全般およびヨハネス・ドゥンス・スコトゥスやトマス・アクィナスのような特定の神学者の天使論において、ありがちな間違いとしてよく使われた問題である。

## 概要
この問題は、「ピンの先に天使が何人座れるか」というように表現されることもある。
また、この問題が、ヨーロッパの中世の実際の文書や議論に歴史的な根拠を持つ話なのかどうかには、議論の余地がある。この話は、スコラ学がまだ大学教育で重要な役割を演じていた頃に、スコラ学に疑問を持たせるために使われた作り話だという説もある。ジェームズ・フランクリンは、この問題を学問的に取り上げ、17世紀のウィリアム・チリングワースが「プロテスタントの宗教（Religion of Protestants）」の中で、「100万人の天使が針の先に収まるかどうか」を論ずる無名のスコラ学者を非難していることに言及している。これは、1678年にラルフ・カドワースが「宇宙の真の知的体系」の中で言及するより前である。「アリストテレス「自然学」 とその中世の異本（Aristotle's Physics and its Medieval Varieties）」(1992)の作者であるH.S.ラングは、「針もしくはピンの上で天使は何人踊れるかという問題の多くは、「中世後期」の著者が残したものであり、この問題が実際にこの表現のままで発見されたことはない」（284ページ）と言っている。この表現の現代英語版（ピンでなく針が使われる）は、アイザック・ディズレーリにまで遡ることができる。
また、この話は、風刺や自虐ネタが現代まで残ったものだという説や、ディベート訓練用のテーマだったという説もある。ただし、ジョージ・マクドナルド・ロスは、14世紀の神秘主義の文献にかなりよく似た表現があることを指摘している 。

## 解答例
ドロシー・L・セイヤーズは、この問題は「単なるディベートの練習」であって、「天使は、有限ではあるが純粋な知性であって物質ではないので、空間中に位置は持つが外延は持たない。」というのが「通常、正しいと判断される」解答であったと主張している。セイヤーズは、この問題を、「特定のピンの上に同時にいくつの思考を集められるか」という問題になぞらえている。したがって、その解答は、「ピンの先には無限の天使がのることができる。なぜなら、天使はいかなる空間も占有しないから」というものになる。
セイヤーズは、次のように結論している。

この議論から引き出される実際的な教訓は、「そこ」のような単語を使うときに、「そこに位置する」と「そこの空間を占有する」のどちらを意味するかをはっきりさせずに、非科学的ないい加減な使い方をしてはならないということだ。